# Borotice (Boêmia Central)
Borotice é uma comuna checa localizada na região da Boêmia Central, distrito de Příbram.